# Liliane Glock
Pour les articles homonymes, voir Glock (homonymie).
Liliane Glock est une avocate française inscrite au barreau de Nancy. Elle est connue pour avoir défendu des accusés célèbres comme Simone Weber, Francis Heaulme et Jacques Maire.

## Biographie
Liliane Glock prête serment le 17 septembre 1980.
Elle est connue pour avoir défendu des accusés dans des procès médiatiques comme Simone Weber, Francis Heaulme ou encore Jacques Maire,.
En 2005, les avocates Liliane Glock et Dominique Boh-Petit, déposent concomitamment une procédure concernant les deux prisons de leur client afin de déterminer leurs conditions de détention. Elles considèrent que « toutes les obligations et normes en vigueur sont violées de manière flagrante par l'administration ».
En mars 2013, au procès de Francis Heaulme concernant le meurtre de deux enfants à Montigny-lès-Metz en 1986, elle a provoqué la révocation de Me Pierre Gonzalez de Gaspard par son client, quelques heures avant le début du procès. Liliane Glock en a alors profité pour accéder au parloir, rencontrer Francis Heaulme et le convaincre de changer d'avocat,.
Avocate du Hamas en France, elle indique que cette défense peut être mal perçue. Elle parvient, en 2014, à le faire retirer de la liste européenne des organisations terroristes. Le groupe y sera réinscrit quelques mois plus tard. Interrogée après l'attaque contre Israël le 7 octobre 2023, elle affirme que « le Hamas est terroriste ou résistant suivant qu'on se réfère au droit européen » (le groupe étant sur la liste européenne des organisations terroristes) « ou au droit international » (le groupe s'opposant à la colonisation israélienne, qu'elle qualifie d'illégale au regard du droit international).
En 2016, son rôle est interprété par Melanie Baxter-Jones dans La Bonne Dame de Nancy.